# Giacomo Allegretti
Giacomo Allegretti (né à Forlì, avant 1326 et décédé à Rimini en 1393) est un poète, philosophe, médecin et astrologue italien. Il est connu pour avoir fondé la première académie de littérature en Italie.

## Biographie
Giacomo Allegretti est né à Forlì sans doute un peu avant 1326. Il est le fils de Leonardo Allegretti, un juge de Forlì, partisan des Guelfes. Il appartient à une ancienne famille chevaleresque dont le fondateur était Mazzone Allegretti et qui prit part à la Première croisade en Terre Sainte.
Il commence sa carrière en 1357 comme lecteur de philosophie à Bologne. Entre 1358 et 1365, il est lecteur de logique, de dialectique et de Philosophie à Florence. En 1370, il fonde la première académie littéraire avec un groupe d'intellectuels : Francesco dei Conti di Calbolo, Azzo e Nerio Orgogliosi, Giovanni de' Sigismondi, Andrea Speranzi, Rinaldo Arfendi, Valerio Morandi, Giovanni Aldrobandini et Spinuccio Aspini e Paolo Allegretti.
En 1376, pour des raisons politiques, la famille Ordelaffi, seigneur de Forlì et partisan Gibelins, contraint à l'exil Giacomo et son frère Giovanni qui s'enfuient alors à Rimini. Il est rappelé d'exil en 1385, mais impliqué dans une querelle entre les membres de la famille Ordelaffi, il est de nouveau contraint de fuir à Rimini où il devient précepteur du jeune Carlo Malatesta (futur seigneur de Rimini; 1385–1429) et médecin à la cour. C'est à cette époque qu'il fonde une nouvelle école, l’Accademia dei Filergiti, avec une vocation littéraire et scientifique. 
Il décède à Rimini en 1393.

## Œuvres
On attribue à Giacomo Allegretti, Egloghe viscontee, un recueil de poésies latines écrites au XIVe siècle à la gloire de la Famille Visconti. Ces textes sont dans un premier temps attribués à Albertino Mussato, avant d'être attribués à Giacomo Allegretti. Il a aussi écrit une ode funèbre sur la mort de Galeotto I Malatesta (1299–1385), seigneur de Rimini ; un poème pour le comte de Vertus Jean Galéas Visconti ; un poème pour divisa della tortora ainsi qu'un poème sur bissa milanese, c'est-à-dire sur le blason de la famille Visconti, le serpent.
Sa renommée, cependant, est principalement liée à un écrit perdu, le Bucolicon.